# Кванджу (футбольний клуб)
ФК «Кванджу» (кор.: хангиль: 광주 FC) — південнокорейський футбольний клуб з міста Кванджу, заснований 2010 року.

## Історія

### Передісторія
Місто Кванджу вирішило створити професіональну футбольну команду у місці, через появу великого сучасного Стадіону Кубка світу, побудованого до чемпіонату світу з футболу 2002 року. Однак, оскільки створення нової команди зайняло б багато, вони натомість запросили армійський футбольний клуб «Сангму». 13 квітня 2002 року Атлетичний корпус Збройних сил та місто Кванджу офіційно підписали угоду про виступ команди у місті до 2008 року. Протягом цього часу місто Кванджу мало створити нову футбольну команду. До 2008 року, коли термін дії контракту закінчився, новий клуб ще не був створений, тож армійська команда залишилася в Кванджу до 2010 року.
У 2010 році контракт не було поновлено, тож військовий клуб переїхав у місто Санджу, а міська влада заснувала власний клуб «Кванджу». Чой Ман Хі був призначений першим тренером новоствореного колективу, який став 16-м клубом у K-Лізі, вилому дивізіоні країни.

### Перші роки та виліт до другого дивізіону (2011—2013)
Перші два сезони склалися для клубу не дуже добре. У 2011 році вони фінішували 11-ми,, а у 2012 році — 16-ми, вилетівши до другого дивізіону. Натомість перші два кубкові сезони були різними: у своєму дебютному розіграші вони вибули вже у першому раунді від напіваматорського клубу «Сувон Сіті» (1:2), а розіграш 2012 року пройшов краще. У першому раунді вони пройшли «Чхунджу Хуммель» (4:2)., але вже у наступному вибули з «Пхохан Стілерс» (1:3). Після того, як клуб вилетів з К-Ліги наприкінці 2012 року, Чой Ман Хі був звільнений, а його місце зайняв Йо Бум Гю.
У 2013 році команда під його керівництвом намагалася знову вийти в вищий дивізіон, але клуб так і не зміг взяти участь у боротьбі за підвищення. У певний момент клуб опустився на 7-е місце, через що Йо Бом Гю також був відправлений у відпустку посеред сезону. Тимчасовим тренером був призначений Нам Кі Іль. Під його керівництвом клуб зміг стабілізуватися і навіть досягти 3-го місця, але цього не вистачило для підвищення. Клуб також не зміг досягти значних успіхів у кубку. У першому раунді вони знову зустрілися з «Чхунджу Хуммель», який знову перемогли, цього разу з рахунком 3:2. Однак у наступному раунді клуб знову вилетів, поступившись «Сеулу», з рахунком 1:2.

### Повернення до еліти (2014—2016)
У 2014 році тимчасового тренера Нам Кі Іля було призначено повноцінним тренером. Однак сезон знову був нестабільним. У першій половині чемпіонату клуб був майже внизу турнірної таблиці, але зміг стабілізуватися в другій половині сезону та фінішувати четвертим, вийшовши таким чином у плей-оф. У плей-оф вони перемогли «Канвон» (1:0) та «Ансан Поліс» (3:0), вийшовши таким чином у фінал кваліфікації. Там вони виграли перший матч у «Кьоннама» з рахунком 3:1, а матч-відповідь завершився 1:1, завдяки чому «Кванджу» повернувся до першого дивізіону. У кубку клуб знову дійшли до 1/8 фіналу. Після перемоги над «Пучхоном» з рахунком 1:0 вони зустрілися з «Соннамом», якому програли 1:2 та вибули з кубка.
У своєму дебютному сезоні після підвищення вони були в нижній частині таблиці, але в кінці сезону достроково забезпечили собі збереження прописки через погані виступи їх конкурентів, клубів «Теджон Сітізен» та «Пусан АйПарк», тому вони змогли завчасно почати планувати наступний сезон. Кубковий сезон був схожим. У першому раунді вони зустрілися з «Теджон Сітізен», якому програли з рахунком 0:1 і таким чином вибули дуже рано.
У 2016 році клуб завершив сезон на 8-му місці. Кубковий сезон також пройшов дещо краще. Після несподіваної перемоги над «Чеджу Юнайтед» з рахунком 2:1 у першому раунді, вони не змогли пройти «Ульсан Хенде» і програли гру з рахунком 0:1.

### Подорожі між дмивізіонами (2017—2022)
«Кванджу» довелося зіткнутися з відходом кількох ключових гравців наприкінці сезону 2016 року, тож у наступному сезоні клуб швидко опустився до зони вильоту. Після серії поразок Нам Кі Іль був змушений покинути клуб, а його наступником став Кім Хак Бом. Незважаючи на зміну тренера, настрою на зміни створити не вдалося, і клуб продовжував програвати матчі. Наприкінці сезону клубу несподівано вдалося виграти два матчі поспіль, але цього було недостатньо, щоб уникнути вильоту. «Кванджу» вилетів у нижчу лігу, відстаючи від зони вильоту на 4 очки, а Кім Хак Бом також був звільнений з клубу невдовзі після цього.
«Кванджу» провів повну реорганізацію у сезоні 2018 року. Майже весь склад покинув клуб, а на їх місце були найняті молоді гравці. Клуб призначив Пак Чін Соп своїм новим головним тренером на сезон 2018 року. Незважаючи на новий склад, клуб вибув з кубку на самому початку сезону, у першому ж раунді зазнавши несподіваної поразки з рахунком 1:3 від команди третього дивізіону «Теджон Корай». У чемпіонаті команда стала п'ятою і вийшла у плей-оф, але там у першому ж раунді вилетіла від «Теджон Сітізен». Натомість вже у наступному сезоні 2019 року команда стала першою і зуміла напряму вийти до К-Ліги 1.
Незважаючи на пандемію COVID-19, тренер Пак Чін Соп створив сенсацію в дебютному сезоні у першому дивізіоні завдяки своїй інноваційній тактиці, посівши шосте місце, що стало найкращим результатом клубу за всю історію. Однак після закінчення сезону Пак Чін Соп перейшов до клубу «Сеул», а його наступник Кім Хо Йон не зміг втримати результати. В результаті «Кванджу» посіло останнє 12 місце у сезоні 2021 року і вилетіло до К-Ліги 2.
У сезоні 2022 року було звільнено Кім Хо Йона та призначено Лі Чон Хьо. Він продемонстрував свої лідерські якості та тактичну майстерність, привівши «Кванджу» до впевненої перемоги у другому дивізіоні, зазнавши лише чотири поразки у 40 матчах, завдяки чому клуб знову повернувся до першого дивізіону.

### Наш час
У сезоні 2023 року «Кванджу» досяг свого найкращого результату під керівництвом Лі Чон Хьо, посівши третє місце в чемпіонаті та вперше кваліфікувавшись до Елітної Ліги чемпіонів АФК. Завдяки атакувальному стилю гри Лі, «Кванджу» переміг там японських грандів, клуби «Йокогама Ф. Марінос» (7:3) та «Кавасакі Фронтале» (1:0) у своїх дебютних міжнародних матчах. Загалом здобувши 4 перемоги у 7 матчах, «Кванджу» єдиними серед південнокорейських клубів кваліфікувались до плей-оф. Там після поразки 0:2 у першому матчі 1/8 фіналу від «Віссел Кобе», вони здобули перемогу з рахунком 3–0 вдома та пройшли далі. Лише у чвертьфіналі південнокорейців зупинив саудівський «Аль-Гіляль», розгромно перемігши з рахунком 7:0.

## Стадіон

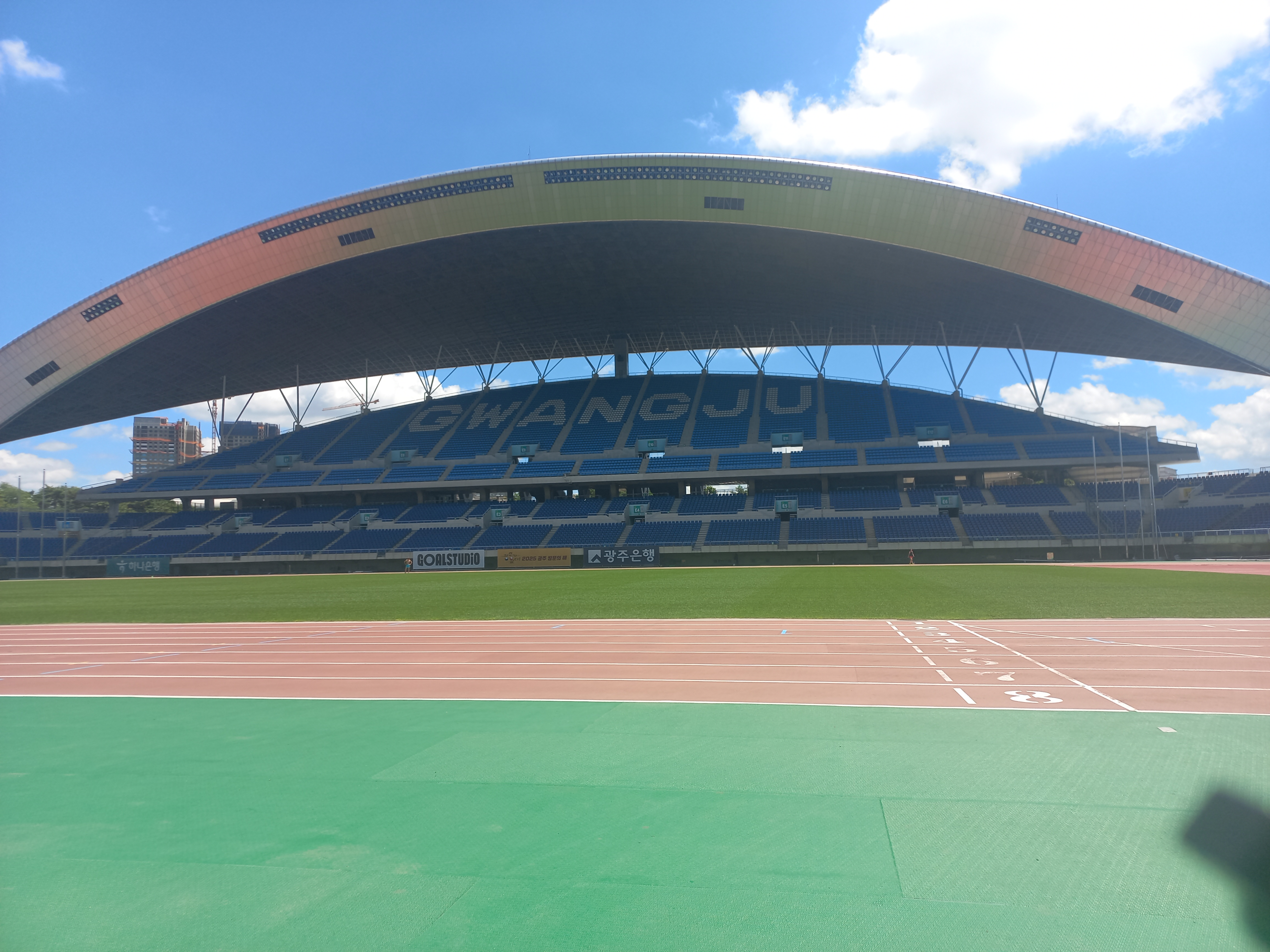
Стадіон Кубка світу.

«Кванджу» проводить свої домашні ігри на стадіоні Кубка світу в Кванджу місткістю 40 245 глядачів. З 2020 по 2024 рік вони грали на футбольному стадіоні Кванджу, але були змушені повернутися на стадіон Кубка світу перед сезоном 2025 року через невеликий розмір поля та брак місць для сидіння.

## Головні тренери
| No.     | Тренер      | З          | По         | Сезон(и)  |
| ------- | ----------- | ---------- | ---------- | --------- |
| 1       | Чой Ман Хі  | 2010/10/18 | 2012/12/01 | 2011–2012 |
| 2       | Йо Бум Гю   | 2012/12/06 | 2013/08/16 | 2013      |
| (в. о.) | Нам Кі Іль  | 2013/08/16 | 2015/01/03 | 2013–2014 |
| 3       | Нам Кі Іль  | 2015/01/04 | 2017/08/14 | 2015–2017 |
| 4       | Кім Хак Бом | 2017/08/16 | 2017/11/18 | 2017      |
| 5       | Пак Чін Соп | 2017/12/16 | 2020/12/01 | 2018–2020 |
| 6       | Кім Хо Йон  | 2020/12/22 | 2021/12/04 | 2021      |
| 7       | Лі Чон Хьо  | 2021/12/28 |            | 2022–     |

## Статистика за сезонами
| Сезон | Чемпіонат | Чемпіонат | Чемпіонат | Чемпіонат | Чемпіонат | Чемпіонат | Чемпіонат | Чемпіонат | Чемпіонат | Чемпіонат | Кубок |
| Сезон | Див.      | І         | В         | Н         | П         | ГЗ        | ГП        | РГ        | О         | М         | Кубок |
| ----- | --------- | --------- | --------- | --------- | --------- | --------- | --------- | --------- | --------- | --------- | ----- |
| 2011  | 1         | 30        | 9         | 8         | 13        | 32        | 43        | –11       | 35        | 11        | 1/16  |
| 2012  | 1         | 44        | 10        | 15        | 19        | 57        | 67        | –10       | 45        | 15↓       | 1/8   |
| 2013  | 2         | 35        | 16        | 5         | 14        | 55        | 54        | +1        | 53        | 3         | 1/8   |
| 2014  | 2         | 36        | 13        | 12        | 11        | 40        | 35        | +5        | 51        | 4↑        | 1/8   |
| 2015  | 1         | 38        | 10        | 12        | 16        | 35        | 44        | –9        | 42        | 10        | 1/16  |
| 2016  | 1         | 38        | 11        | 14        | 13        | 41        | 45        | –4        | 47        | 8         | 1/8   |
| 2017  | 1         | 38        | 6         | 12        | 20        | 33        | 61        | –28       | 30        | 12↓       | 1/4   |
| 2018  | 2         | 36        | 11        | 15        | 10        | 51        | 41        | +10       | 48        | 5         | 3Р    |
| 2019  | 2         | 36        | 21        | 10        | 5         | 59        | 31        | +28       | 73        | 1↑        | 1/8   |
| 2020  | 1         | 27        | 6         | 7         | 14        | 32        | 46        | –14       | 25        | 6         | 1/8   |
| 2021  | 1         | 38        | 10        | 7         | 21        | 42        | 54        | –12       | 37        | 12↓       | 3Р    |
| 2022  | 2         | 40        | 25        | 11        | 4         | 68        | 32        | +36       | 86        | 1↑        | 1/8   |
| 2023  | 1         | 38        | 16        | 11        | 11        | 47        | 35        | +12       | 59        | 3         | 1/4   |
| 2024  | 1         | 38        | 14        | 5         | 19        | 42        | 49        | –7        | 47        | 9         | 1/2   |

## Міжнародні матчі

#### Елітна Ліга чемпіонів АФК
| Сезон   | Раунд      | Суперник             | Вдома  | В гостях        | Загалом |
| ------- | ---------- | -------------------- | ------ | --------------- | ------- |
| 2024–25 | Етап ліги  | Йокогама Ф. Марінос  | 7–3    | Н/Д             | 4 з 12  |
| 2024–25 | Етап ліги  | Кавасакі Фронтале    | Н/Д    | 1–0             | 4 з 12  |
| 2024–25 | Етап ліги  | Джохор Дарул Тазім   | 3–1    | Н/Д             | 4 з 12  |
| 2024–25 | Етап ліги  | Віссел Кобе          | Н/Д    | 0–2             | 4 з 12  |
| 2024–25 | Етап ліги  | Шанхай Шеньхуа       | 1–0    | Н/Д             | 4 з 12  |
| 2024–25 | Етап ліги  | Шанхай Порт          | Н/Д    | 1–1             | 4 з 12  |
| 2024–25 | Етап ліги  | Шаньдун Тайшань      | Н/Д    | 1–3 (скасовано) | 4 з 12  |
| 2024–25 | Етап ліги  | Бурірам Юнайтед      | 2–2    | Н/Д             | 4 з 12  |
| 2024–25 | 1/8 фіналу | Віссел Кобе          | 3–0 дч | 0–2             | 3–2     |
| 2024–25 | 1/4 фіналу | Аль-Гіляль (Ер-Ріяд) | 0–7    | 0–7             | Н/Д     |